# Taleporia
Taleporia é um gênero de mariposa pertencente à família Acrolophidae.